# Rogolji
Rogolji (cyr. Рогољи) – wieś w Bośni i Hercegowinie, w Republice Serbskiej, w gminie Gradiška. W 2013 roku liczyła 668 mieszkańców.